# Hospital Federal de Ipanema
Hospital Federal de Ipanema é um hospital público vinculado ao Ministério da Saúde localizado no bairro de Ipanema, no Rio de Janeiro.

## Histórico
O Hospital Federal de Ipanema (HFI) (não possuía essa nomenclatura à época) foi fundado em 1955 pelo Instituto de Aposentadoria e Pensões dos Comerciários - IAPC. Em 1967, após a unificação dos Institutos de Aposentadorias e Pensões, recebeu a denominação de Hospital de Ipanema, passando a estar vinculado à assistência médica do INPS. Em 1994, o Hospital foi incorporado à gestão federal por intermédio do Núcleo do Estado do Rio de Janeiro – NERJ (atual Núcleo Estadual do Ministério da Saúde no Estado do Rio de Janeiro – NEMS/RJ). Em 2000, volta a ser gerido pelo município.
Em junho de 2017, o Ministério da Saúde tinha informado que o serviço de cirurgia vascular do Hospital, na zona sul da capital fluminense, continua funcionando, mas que a unidade está dentro do processo de reestruturação das seis unidades federais do Rio de Janeiro para ampliar o atendimento à população.
Em março de 2020, o hospital começou a receber, pacientes das redes municipal e estadual do Rio de Janeiro com objetivo de liberar leitos, nas outras esferas, para o tratamento de pacientes com coronavírus.

## Localização
O complexo hospitalar do Hospital Federal de Ipanema está localizado na Rua Antônio Parreiras, 67, em Ipanema, Zona Sul da Cidade do Rio de Janeiro.

## Caracterização
O hospital conta atualmente com, aproximadamente, 450 leitos em funcionamento, oferecendo serviços como:
- Serviço de Emergência;
- Cirurgia Geral;
- Cirurgia Plástica;
- Cirurgia Vascular;
- Cirurgia Bariátrica;
- Cirurgia Bucomaxilofacial;
- Coloproctologia
- Neurocirurgia;
- Oftalmologia;
- Ortopedia e Traumatologia
- Urologia;
- UTI Adulto;